# Hits (album av Tommy Körberg)
Hits är ett samlingsalbum studioalbum av Tommy Körberg som kom ut år 2000.

## Låtlista
1. Stad i ljus
2. Edelweiss
3. Try to Remember
4. You'll Never Walk Alone
5. Jag är
6. Himlen är oskyldigt blå
7. Somewhere
8. Smoke Gets in Your Eyes
9. Sök dig till bergen
10. When I Fall in Love
11. Sunrise Sunset
12. Jag vill ha dig här
13. Något gott
14. Vårvintermånad
15. All the Things You Are
16. This is the Moment